# Храм Покрова Пресвятой Богородицы в Филях
Храм Покрова Пресвятой Богородицы в Филях — православный храм в районе Филёвский Парк города Москвы. Относится к Георгиевскому благочинию Московской епархии Русской православной церкви.
Здание храма архитектурно относится к распространённому в конце XVII века типу ярусных центрических храмов, образец раннего московского барокко.

## Характеристика
Нынешнее здание храма («восьмерик на четверике») возведено в 1690—1694 годах на средства Льва Нарышкина (брата царицы Натальи Кирилловны). Ранее стоявший здесь одноимённый деревянный храм был сооружён в 1619 году, когда село принадлежало Милославским, в ознаменование победы над войсками польского королевича Владислава и гетмана Сагайдачного под стенами Белого города. Новая церковь строилась прямо на месте старой, 1619 года, остатки фундаментов которой были обнаружены Е. В. Михайловским под полом нижнего храма при реставрационном исследовании 1950-х гг.
Документов об авторе церкви не сохранилось, но предполагается, что общий проект (композицию) составлял сам заказчик. Некоторые искусствоведы с советского периода считали автором церкви Якова Бухвостова, хотя стилистические особенности храма заметно отличаются от достоверных произведений Бухвостова, зато обнаруживают поразительное сходство с произведениями гипотетического зодчего Петра Потапова — предполагаемого создателя ансамбля Новодевичьего монастыря в Москве и церкви Успения на Покровке. Очень похожая церковь, безусловно созданная тем же зодчим и для того же заказчика, стоит в самом центре Москвы, между Манежной площадью и Романовым переулком — там, где был двор Льва Нарышкина. Это церковь Знамения на Шереметьевом (Нарышкином) дворе.
Автором резного убранства храма и иконостаса был Карп Золотарёв.
Пётр I пожаловал на украшение храма четыреста червонцев. В 1703 году после взятия Нарвы он привез дяде в подарок для его церкви цветные витражи. В знак близости хозяина к царю центральная и западная главы храма украшались короной и двуглавым орлом. В лике архидиакона Стефана, написанном на вратах жертвенника, некоторые исследователи усматривают черты лица молодого Петра I.
По храму село Фили было названо Покровским. Мимо храма проходило Звенигородское шоссе (ныне Большая Филёвская улица), по которому паломники ездили в Звенигород, в Саввино-Сторожевский монастырь.

### Описание
Храм Покрова в Филях — пятиярусный центрический храм, построенный в стиле нарышкинского барокко. Здание храма с четырёхлепестковым планом двух нижних ярусов опоясано в уровне подклета аркадой гульбища. К нему с трёх сторон ведут три широких открытых крыльца. Одно здание совмещает в себе зимний и летний храм и колокольню. Колокола висят в пролётах верхнего, пятого яруса.
Это здание с четырёхлепестковым планом и ярусной структурой, включающая бесстолпный двусветный четверик, несущий три поярусно убывающих восьмерика, увенчанных граненой главой, четыре экседры, завершенные гранеными главами на глухих восьмигранных барабанах, высокий подклет с теплым храмом под всем объёмом и окружающую его круговую паперть гульбище с тремя лестницами на ползучих арках и открытыми крыльцами, включая высотные отметки по венчающим карнизам, фигурным парапетам.
На первом этаже (в подклети) находится зимний (отапливаемый) нижний храм Покрова Пресвятой Богородицы, а над ней — верхний храм Спаса Нерукотворного, который был назван в благодарность за спасение Льва Нарышкина от смерти во время стрелецкого бунта — он молился перед этой иконой во время бунта. Верхний храм был устроен как домовый, при усадьбе, а нижний, Покровский, был предоставлен приходу.
Позднее около церкви был разбит регулярный парк.
В нижней церкви первоначальный интерьер не сохранился (его меняли трижды): многое погибло во время Отечественной войны 1812 года, когда солдаты Наполеона устроили там конюшни; в верхнем этаже ими была устроена швальня (полковая портняжная мастерская).
Верхний храм дошёл в относительно первоначальном виде. В настоящее время иконостас, многие иконы, настенная роспись в основном относятся к XIX веку. Из первоначального сохранилось: храмовая икона «Покров Богородицы», икона «Трёх радостей» и другие. Дубовый престол — один из древнейших сохранившихся престолов. Также важны престол и клирос. В иконостасе сохранились иконы работы мастеров Посольского приказа Карпа Золотарева и Кирилла Уланова. На сводах сохранились фрагменты росписей конца XVII и XIX веков.

## История после 1917 года
В июле 1941 года храм был закрыт, последняя служба в нём прошла 12 июля. Тогда же были сняты купола, и разобран верхний восьмерик, чтобы воспрепятствовать немецким наводчикам использовать церковь для наведения орудий. В целях маскировки от авианалётов были разобраны главы и верхний ярус, но все же зажигательные бомбы попали в него.
До 1943 года нижний храм использовался как лазарет, затем, до 1963 года, как склад бумажных изделий.
В 1955 году началась реставрация храма, которая завершилась в середине 1980-х годов. Большую роль в спасении памятника сыграли реставраторы Е. В. Михайловский и И. В. Ильенко. С 1955 по 1957 год была восстановлена утраченная центральная глава и её крест, разрушенный во время войны верхний восьмерик (он же барабан центральной главы), главы церкви, разрушенные в 1941 году, восстановлены в луковичной форме, гранеными, с металлическим покрытием; воссоздана первоначальная белокаменная кровля 2-го восьмерика и углов четверика; расчищены остатки белокаменных кровель на своде 1-го восьмерика и на полу колокольни; воссоздано белокаменное покрытие паперти у верхнего храма и водометы над колоннами аркады, вскрыт пол XX века; раскрыты первоначальные порталы; восстановлен первоначальный выход с внутристенной лестницы в южную экседру, заделан поздний проем в наружной стене; проведены другие работы. Второй этап реставрации пришёлся на 1971—1980 годы, в его рамках были продолжены работы по реставрации интерьеров (роспись свода XVII в., деревянные золоченые резные детали интерьера XVII—XIX вв., в том числе резные обрамления арок, иконостас, киоты-триптихи, царская ложа, напрестольная сень; восстановлено паникадило верхнего храма, иконы; фрагментарно отреставрирована живопись XIX в.), мелкая реставрация фасадов, установлена металлическая ограда вокруг территории храма.
В 1971 году храм был передан музею имени Андрея Рублёва, произведен второй этап реставрации, после чего в нём был создан филиал музея, который открылся для публики в 1980 году к московской Олимпиаде.
С 1990 года община верующих добивалась открытия храма для богослужения. Первое богослужение (молебен) в нижнем Покровском храме, который не представляет особой художественной ценности, было совершено 14 октября 1992 года. В верхнем же храме оставлен музей под предлогом сохранения исторического памятника. 26 сентября 1994 года был назначен настоятель прихода иерей Борис Михайлов, но регулярные богослужения не возобновились. В 1999 году производились мелкие реставрационные работы.
После многолетних, в том числе судебных, споров, 28 марта 2000 года правительство издало распоряжение № 464-р о совместном использовании храма; в нижнем храме возобновились регулярные (по праздникам) богослужения. В 2004 году патриарх Алексий II заявил, что в судьбе Покровского храма в Филях заинтересована также и Федеральная таможенная служба, здания которой примыкает к его территории, поэтому ведомство хотело бы иметь его как приходской.
В 2013 году храм стал памятником федерального значения. Через год его настоятель Борис Михайлов заявил, что музей Рублева не следит за ним, и РПЦ обратилась в Росимущество с просьбой передать ей храм для богослужений.
В 2014 году эксперты Комиссии при правительстве Москвы по вопросам градостроительной деятельности в границах достопримечательных мест и зон охраны объектов культурного наследия рекомендовали изменить границы охранной зоны № 375, охватывающей территорию храма, для застройки промзоны «Западный порт». В 2014 году были утверждены границы охранной зоны.
В 2016 году стало известно, что верхний храм передается Музеем им. Рублева в бессрочное и безвозмездное пользование РПЦ согласно закону о передаче церковных зданий в пользование или собственность РПЦ. Однако все экспонаты внутри входят в музейный фонд РФ, поэтому между приходом и музеем ведутся переговоры об условиях передачи экспонатов. Недавно назначенный директор музея Михаил Миндлин пытался замедлить передачу, однако ему это не удалось. Он рассказал, что рассматривался вариант вывоза убранства храма для сохранности, но для этого у музея нет средств и помещений, где иконы могли бы храниться. Позже был заключен договор о передаче церковного убранства между приходом и музеем.
В 2017 году храм был передан в безвозмездное бессрочное пользование церкви Покрова в Филях — на основе поручения Федерального агентства по управлению государственным имуществом, а также на основании федеральных законов; в результате этого верхний храм также стал доступен для богослужений. В 2019 году храм целиком передан в собственность РПЦ.
В 2021 году состоялся сбор подписей горожан в поддержку реставрации, были выделены средства из бюджета города Москва и начался первый этап реставрации храма, его планировалось закончить в 2022 году. В ходе реставрационных работ, ведущихся в храме Покрова Пресвятой Богородицы в Филях, обнаружены мощи святых, предположительно, они были спрятаны реставраторами при проведении предыдущей реставрации в советское время.
В сентябре 2023 года завершилась двухлетняя реставрация фасадов. В ноябре он был открыт для посещения.

## Список настоятелей
- священник Косьма (1689) — Кузьма Анциферов
- священник Иоанн (1704) — Иван Анисимов
- священник Петр (1709—1737) — Пётр Родионов
- священник Георгий (1770—1797) — Егор Егоров
- священник Иоанн (1704—1721) — Иван Андреев
- священник Петр (1742—1745) — Пётр Фёдоров
- священник Никифор (1749—1783) — Никифор Галактионов
- священник Петр (1799—1811) — Пётр Сергеев
- священник Григорий (1811—1825) — Григорий Гаврилов
- священник Алексий (1825—1876) — Алексей Орлов
- протоиерей Виктор (1876—1910) — Виктор Гурьев
- протоиерей Петр (1910—1918) — Пётр Никольский
- протоиерей Александр (1916—1923) — Александр Левитский
- священник Алексий (1918 — после 1925) — Алексей Недумов
- священник Алексий (после 1925—1937) — Алексей Глаголев (расстрелян на Бутовском полигоне 9.10.1937)
- священник Василий (1935—1941)
- протоиерей Алексий Павлов (1991—1994)
- протоиерей Борис Михайлов (1994—2014)
- иеромонах Александр (Зарубин) (с 2014 года)

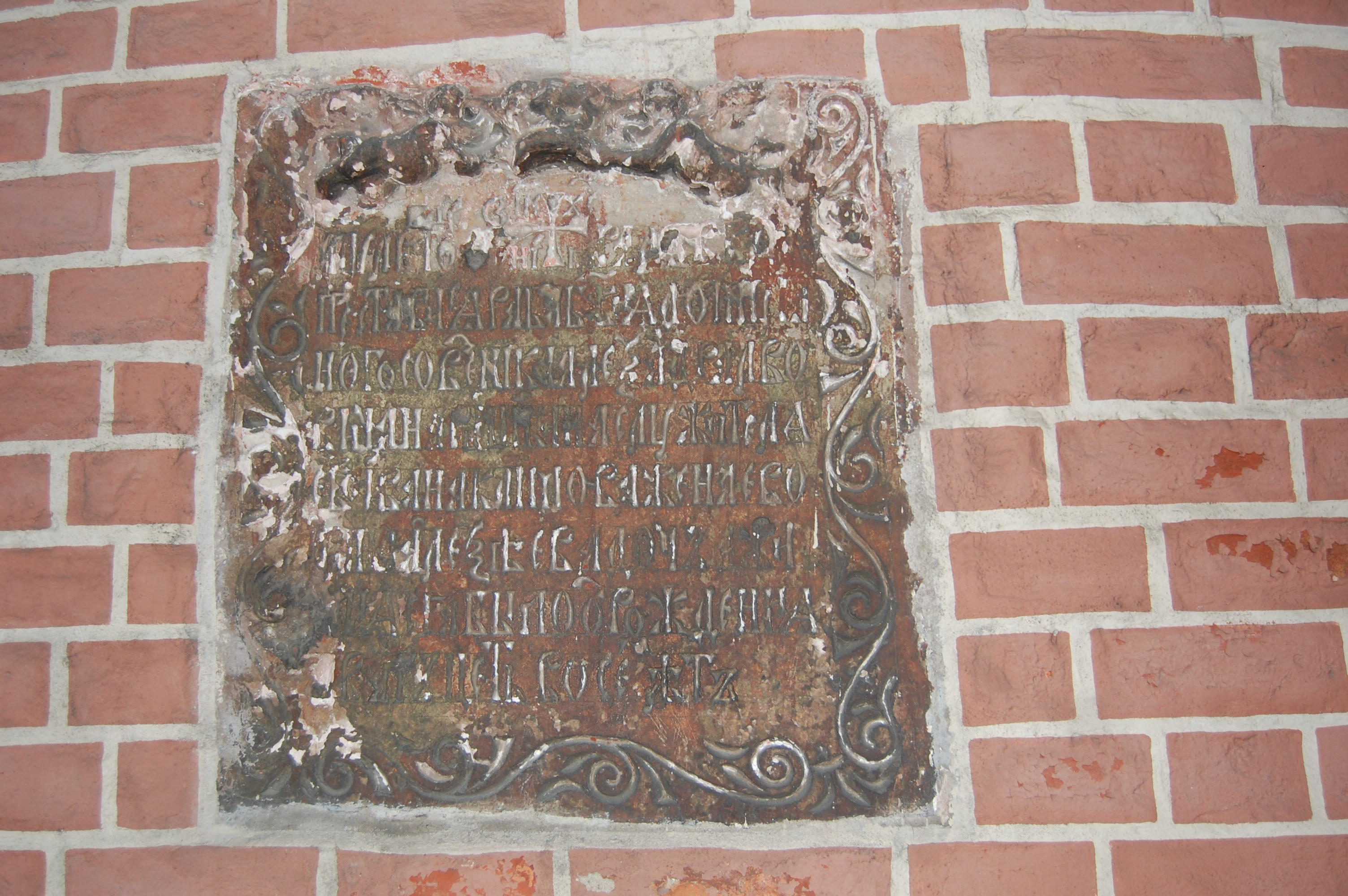
Храм Покрова в Филях. Надгробная таблица.

### Духовенство
- Иеромонах Александр (Зарубин), настоятель.
- Протоиерей Борис Михайлов, почётный настоятель.
- Протоиерей Игорь Киреев.
- Диакон Георгий Малков.
- Диакон Владимир Шевелёв[23].